# Mary Miller
Mary E. Miller, nata Meyer (Oak Park, 27 agosto 1959), è una politica statunitense, membro della Camera dei Rappresentanti per lo stato dell'Illinois dal 2021.

## Biografia
Nata ad Oak Park, studiò alla Eastern Illinois University. Sposata con Chris Miller, membro della Camera dei rappresentanti dell'Illinois, è madre di sette figli e nonna di diciassette nipoti e insieme al marito si è dedicata alla gestione di una fattoria.
Entrata in politica con il Partito Repubblicano, nel 2020 si candidò alla Camera dei Rappresentanti per il seggio lasciato dal compagno di partito John Shimkus. Dopo aver vinto le primarie, si aggiudicò anche le elezioni generali sconfiggendo l'avversaria democratica con oltre il 70% delle preferenze. In seguito si allineò alle posizioni del Presidente uscente Donald Trump dichiarandosi pronta a contestare i risultati delle elezioni presidenziali che lo avevano visto sconfitto da Joe Biden.
Due giorni dopo essersi insediata al Congresso come deputata, fu protagonista di una polemica per aver detto durante un comizio che Adolf Hitler aveva ragione nell'affermare "Chi possiede la gioventù possiede il futuro". Le parole della Miller furono condannate da numerosi colleghi politici che la invitarono anche a rassegnare le proprie dimissioni e alla fine lei si scusò pubblicamente.